# Sono una donna non sono una santa
Sono una donna non sono una santa è un album di Rosanna Fratello, che contiene i suoi maggiori successi con nuovi arrangiamenti, distribuito nel 1999 dall'etichetta D.V. More Record. È stato distribuito anche col titolo  Il meglio - Sono una donna non sono una santa dalla MR Music Italy con differente copertina. L'album prende il titolo dall'omonimo successo della cantante del 1971.

## Tracce
1. Sono una donna non sono una santa
2. Non sono Maddalena
3. Una rosa e una candela
4. Un rapido per Roma
5. L'amore è un marinaio
6. Se t'amo t'amo
7. Schiaffo
8. Chiaro di luna
9. Domeniche
10. Calabrisella
11. Sciuri sciuri
12. Vitti 'na crozza